# Latschenhochmoor und Niedermoor südlich Hochöd

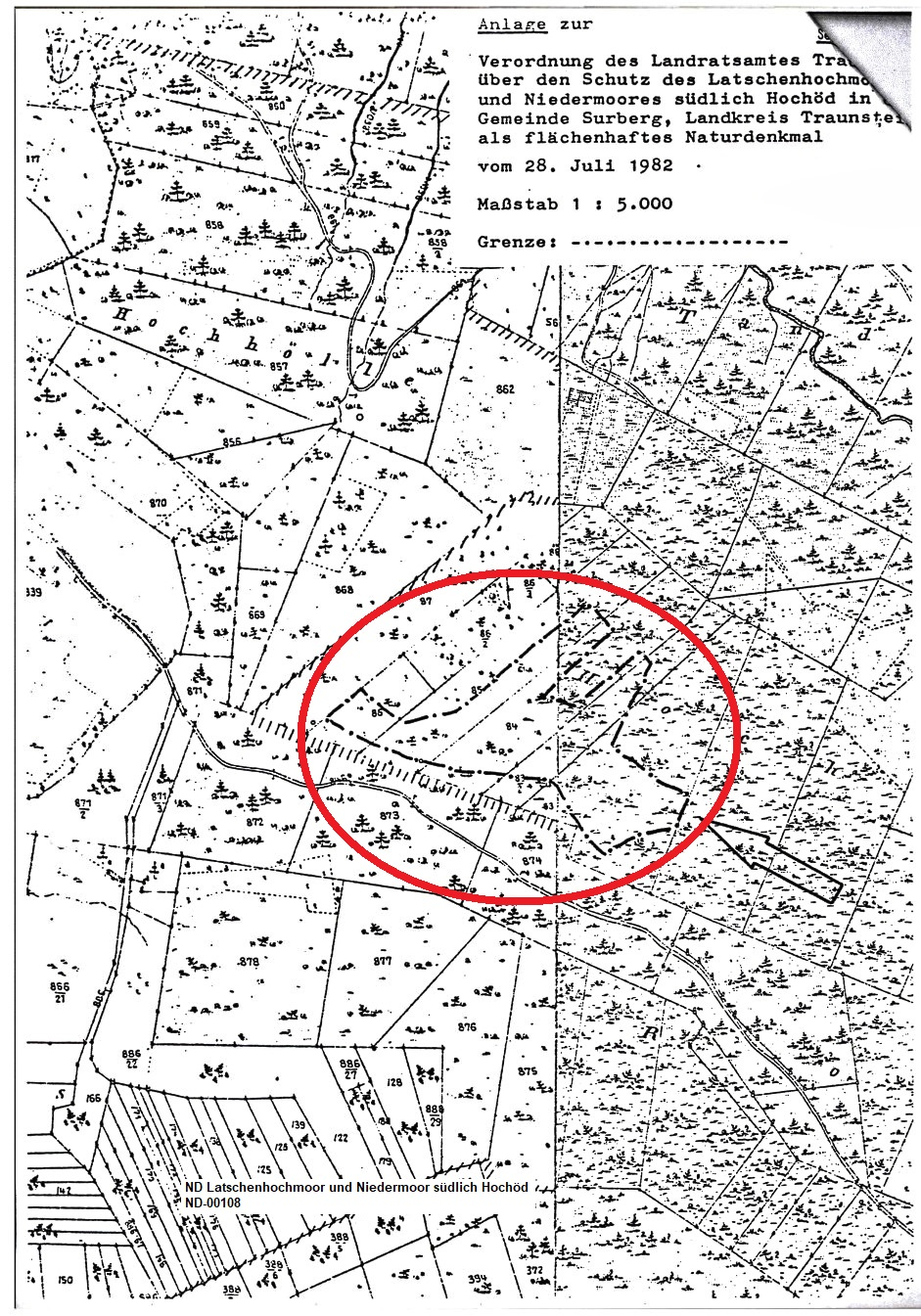
Lageplan Amtsblatt

Das Latschenhochmoor und Niedermoor südlich Hochöd in der Gemeinde Surberg ist ein 3,74 ha großes flächenhaftes Naturdenkmal im Landkreis Traunstein.
Es erhielt im August 1982 durch Verordnung des Landratsamtes Traunstein den Schutzstatus und wird vom Bayerischen Landesamt für Umwelt unter der Nummer ND-00108 gelistet.

## Schutzzweck
Das Hochmoor und Niedermoor südlich Hochöd ist als flächenhaftes Naturdenkmal zu schützen, da es sich hier qualitativ um einen hochwertigen Biotop handelt und seine Erhaltung wegen seiner herausragenden Eigenart und Seltenheit, seiner ökologischen, wissenschaftlichen, floristischen und faunistischen Bedeutung im öffentlichen Interesse liegt.